# Nilo Velarde Chong
Nilo Augusto Velarde Chong (Chimbote, Perú, 22 de octubre de  1964) es un compositor de música académica y arreglista peruano.

## Biografía
Ingresó al Conservatorio Nacional de Música (CNM) a estudiar composición, egresando en 1997 y graduándose en el 2005.
En noviembre del 2004, fue becado por el gobierno español para asistir al curso "Composición electroacústica y por ordenador" en Madrid, España. En diciembre de 2004, dictó la conferencia "500 years of Peruvian art composition" en la Universidad de Keele, Gran Bretaña.
Representó al Perú en el "Primer Encuentro de Jóvenes Compositores de América Latina y España" en Bogotá, en noviembre del 2005, donde presentó su ponencia "La Composición Musical en la Historia del Perú" y se interpretó su obra Landando. En el 2007 ganó el Concurso de Composición de la Asociación Peruano-China por Sinsonte con texto de José Santos Chocano. Ese mismo año ganó el Premio Casa de las Américas de Composición por Espacios, dos movimientos para orquesta sinfónica.
En la actualidad es profesor de Armonía, Análisis musical, Armonía funcional y Arreglos instrumentales en el CNM, y de Armonía funcional y Arreglos musicales en el Instituto Superior Tecnológico Orson Welles en la carrera de Ingeniería de Sonido y Producción Musical.

## Obras
- Piedra negra sobre una piedra blanca para coro mixto a capela, texto de César Vallejo, estrenada en julio de 1994.
- Landando para ensamble de percusión, estrenado el 18 de noviembre de 1996 por el en el concierto "Compositores académicos en el Perú del siglo XX" en 2003.
- Los Balcones, lied sobre un poema de Javier Sologuren, estrenada por Mariella Monzón en abril de 2001.
- Místico, música electrónica trabajada con sonidos del cuerpo humano, agosto de 2001 (comisionada por el proyecto Cuerpos Pintados de Chile).
- Trialogando, para trío de vientos de madera, estrenada por el Trío Color de Madera en mayo de 2002.
- Bachiandela, fuga n.º 1 para cuarteto de violas, estrenada en mayo de 2002 por el ensamble del Festival de Viola 2002.
- Clarinelec para clarinete y ordenador, estrenada en mayo de 2004 por Javier Nuñez en el Festival "Contacto" 2004. Grabado en su versión para clarinete bajo por Marco Antonio Mazzini en noviembre de 2005.
- Cuarteto de cuerda nº 1 estrenado en noviembre de 2004 por el Cuarteto de Cuerdas de Lima.
- Modismos para ensamble de vientos, estrenado en noviembre de 2005 por el Ensamble de Vientos de Circomper en el III Festival de Música clásica contemporánea de Lima.
- Barras nº 1, dúo para vibráfono y marimba, estrenado en noviembre de 2005 por Alonso Acosta y Moisés Siura.
- Sinsonte con texto de José Santos Chocano para coro.
- Espacios, dos movimientos para orquesta sinfónica.
- Akas Kas, La promesa del guerrero Ópera ballet de dos actos, estrenada en el Gran Teatro Nacional del Perú, en julio de 2012.